# Cultura di Peu-Richard

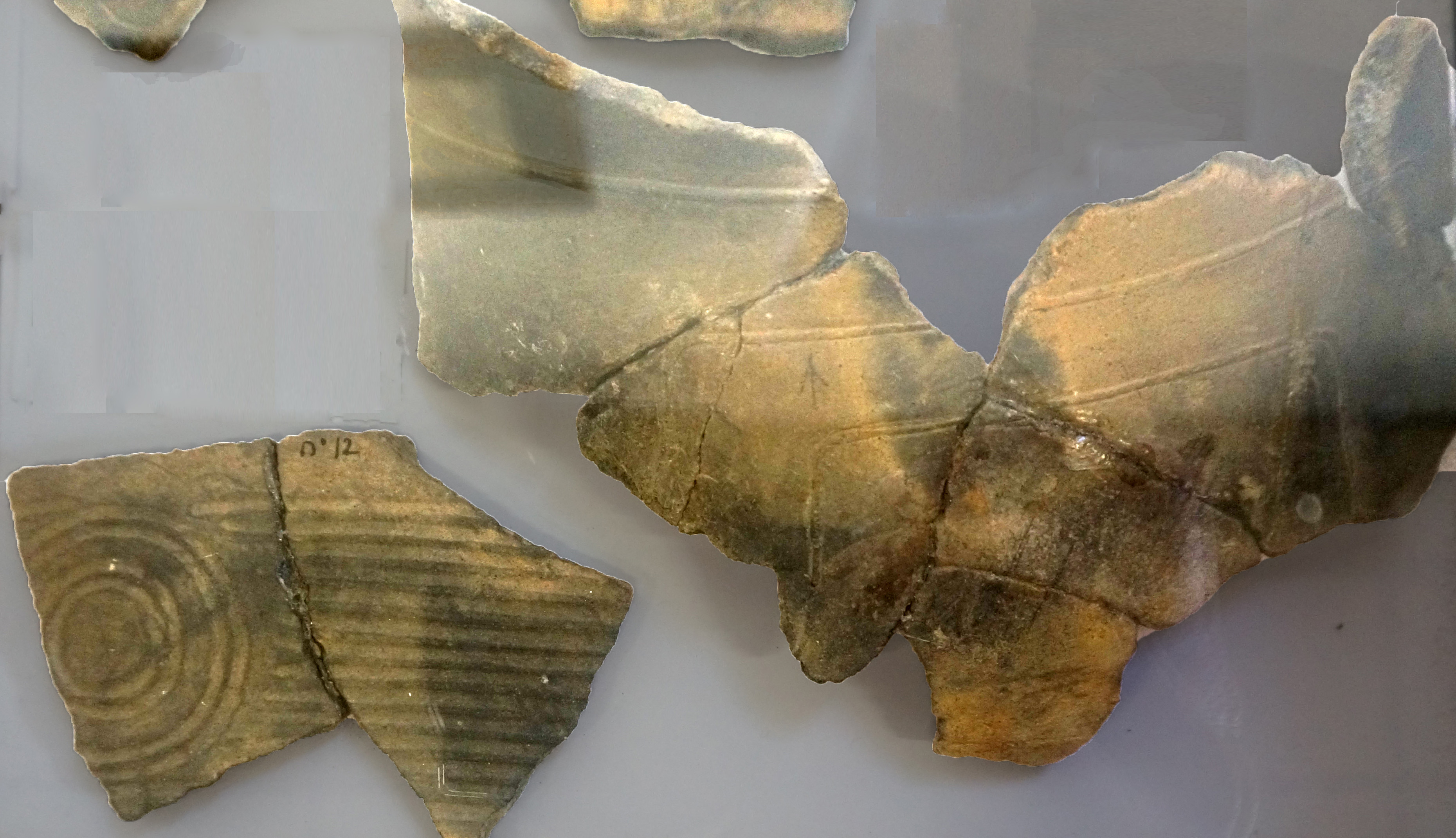
Ceramiche.

La cultura di Peu-Richard fu una cultura neolitica della regione francese del Saintonge. Questa cultura, di origine atlantica, si sviluppò tra il 3200 e il 2200 a.C.. Il suo nome deriva dalla località di Peu-Richard nel comune di Thénac, dove sono stati fatti importanti ritrovamenti.
È caratterizzata da un ceramica decorata con scanalature orizzontali e da cerchi concentrici simili a degli occhi, che gli conferiscono un aspetto antropomorfo. Fortificazioni di più di 150 metri di diametro, circondate da fossati larghi cinque metri e profondi due metri, sono stati scoperti nelle città di Barzan, Semussac, L'Éguille e Cozes.